# Turgo
Turgo es una pequeña colina basáltica en la ladera sur del monte Merapi, Indonesia, y también se conoce como Gunung Turgo o monte Turgo . Está ubicado administrativamente en Purwobinangun, Pakem, Sleman Regency, Región Especial de Yogyakarta. Un trabajo reciente sugiere que la colina en sí es más antigua que el actual cono volcánico de Gunung Merapi. Está justo al oeste de Plawangan, el valle entre los dos ha sido objeto de nuée ardente en la década de 1990 que mató a los aldeanos locales.
A pesar de la escasa superficie de la cima del Turgo, cuenta con algunas tumbas sagradas a las que se atribuye su relación con el jeque Jumadil Qubro, descendiente directo del profeta islámico Mahoma, por lo que se considera parte de la compleja red de tumbas que constituyen los lugares sagrados javaneses El antropólogo holandés Martin van Bruinessen ha escrito sobre este personaje a raíz de su residencia en Yogyakarta
También se encuentra dentro de la reserva natural de Plawangan Turgo, una reserva natural de 200 ha  en la ladera del Merapi que cuenta con animales y plantas poco comunes en su zona.